# Mähring
Mähring je městys v zemském okrese Tirschenreuth, vládního obvodu Horní Falc svobodného státu Bavorska v Německu. Od okresního města Tirschenreuth je vzdálen přibližně 16 kilometrů. Leží v bezprostřední blízkosti česko-bavorské hranice. V minulosti byl proto kulturně velice blízce spřízněn se zaniklou a neexistující obcí Slatina. Městysem protéká Hamerský potok (na německém území pojmenovaném jako Lohbach), pramenící na české straně Českého lesa (německy Oberpfälzer Wald) a po asi 2 km na německém území se opět vrací na české území. Městys má přibližně 1 700 obyvatel.

## Historie
Mähring a okolní osady, které kdysi spadaly pod pražskou diecézi, daroval v roce 1181 český král Waldsassenskému klášteru, založeném již v roce 1133.
Pro klášter se stal Mähring z dříve bezvýznamného místa důležitým hraničním přechodem do Čech. Ve 14. století zde byl postaven kostel svaté Kateřiny. Kolem roku 1500 získal Mähring právo vařit pivo a roku 1566 se stal městysem.
Mähring byl nejblíže k obci Slatina (německy Lohhäuser), ležící na české straně hranice. Pro obyvatele měl Mähring se Slatinou mnoho společného, zejména práci, příbuzné a přátele. Až do konce první světové války mohli obyvatelé Mähringu stále používat svá pole a louky v Čechách. Z výpisu katastru z roku 1788 vyplývá, že nejméně šestnáct rodin z Mähringu obdělávalo půdu ve Slatině. Naopak obyvatelé Slatiny získali a spravovali čtyři hektary půdy v Mähringu. Zejména v zimě chodila značná část obyvatel Slatiny na bohoslužby do kostela v Mähringu a to i poté co byla v roce 1787 založena farnost ve Třech Sekerách a postaven kostel Čtrnácti svatých pomocníků. Cesta do Tří Seker trvala asi dvě hodiny, ovšem cesta do Mähringu přes česko-bavorskou hranici byla dlouhá jen asi 2,5 km.
Obvod Mähringu tvoří 19 místních částí. Při územní reformě 1. května 1978 byly do obvodu začleněny dříve samostatné obce Dippersreuth, Griesbach a Großkonreuth.

## Pamětihodnosti
- Farní katolický kostel svaté Kateřiny
- Kostel svaté Anny s turistickou vyhlídkovou věží na kopci Pfaffenbühl (692 m).[6]